# Snowclone
Snowclone eller snöklon är en beteckning på en språklig kliché med utbytbara delar. 
Uttrycket, som ska ha myntats 2004 av den amerikanske ekonomiprofessorn Glen Whitman, kommer av frasen "Om eskimåer har N ord för snö, så måste sannerligen X ha Y ord för Z".

## Exempel
- "X är det nya Z"
- "X är Z:s Y"
- "Att X eller inte X"